# Arbeitsgericht Münster
Das Arbeitsgericht Münster ist ein Gericht der Arbeitsgerichtsbarkeit und eines von dreißig Arbeitsgerichten Nordrhein-Westfalens. Bei ihm sind vier Kammern gebildet. Jährlich werden im Durchschnitt etwa 2500 Fälle vor dem Gericht verhandelt.

## Gerichtssitz und -bezirk
Das Gericht hat seinen Sitz in der westfälischen Stadt Münster. Der rund 1600 km² große Gerichtsbezirk umfasst den Kreis Warendorf und die kreisfreie Stadt Münster. In den 14 Städten und Gemeinden leben rund 554.000 Einwohner.
Für die beiden Städte Ahlen und Beckum werden zudem Gerichtstage bei der Stadtverwaltung der Stadt Ahlen abgehalten.

## Geschichte
Gemäß Arbeitsgerichtsgesetz vom 23. Dezember 1926 wurden in Deutschland Arbeitsgerichte gebildet. Diese waren nur in der ersten Instanz organisatorisch selbstständige Gerichte, die Landesarbeitsgerichte waren den Landgerichten zugeordnet. Am Landgericht Münster entstand so 1927 das Landesarbeitsgericht Münster als eines von fünf Landesarbeitsgerichten im Bezirk des Oberlandesgerichtes Hamm. In Münster entstand das Arbeitsgericht Münster. Sein Sprengel umfasste die Bezirke der Amtsgerichtes Beckum, Coesfeld, Dülmen, Haltern, Lüdinghausen, Münster, Oelde, Tecklenburg und Warendorf. Es bestand jeweils eine Kammer für Arbeiter, für Angestellte und für Handwerk. Daneben bestand eine Kammer für die Mitarbeiter der Reichsbahndirektion Münster.
Nach der Besetzung Deutschlands durch die Alliierten wurden 1945 zunächst alle Gerichte geschlossen. Die ordentlichen Gerichte wurden schon bald wieder eröffnet, während die Arbeitsgerichte zunächst nicht wieder eingerichtet wurden, so dass arbeitsgerichtliche Streitigkeiten von den ordentlichen Gerichten erledigt werden mussten. Gemäß Kontrollratsgesetz 21 vom 30. März 1946 sollten in Deutschland Arbeitsgerichte aufgebaut werden. Das Arbeitsgericht Münster entstand so neu.

## Gebäude

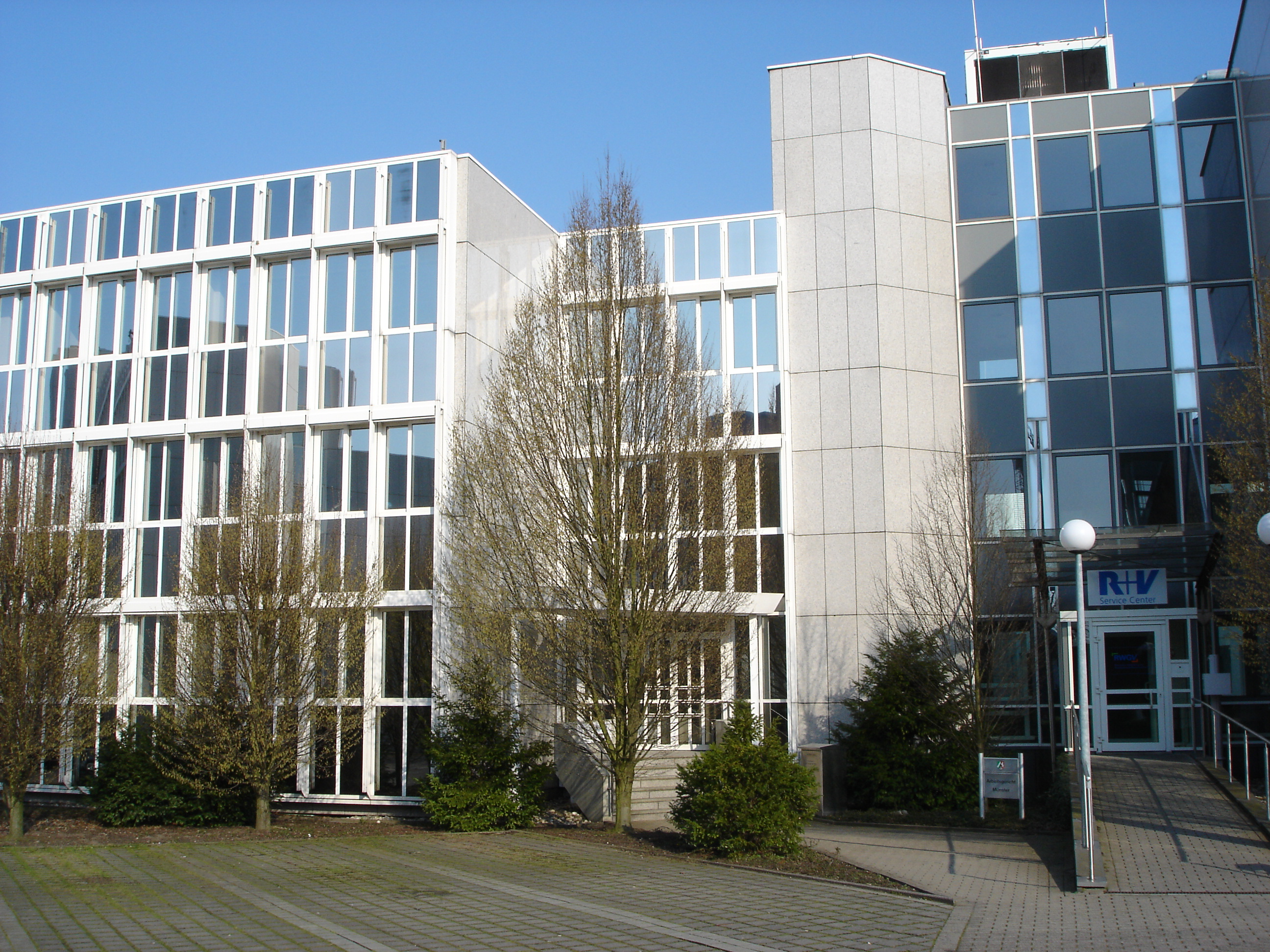
Gerichtsgebäude Mecklenbecker Straße (bis 2007)

Das Gebäude des Arbeitsgerichts Münster befindet sich innerhalb Münsters Altstadt am Alten Steinweg 45, direkt gegenüber dem denkmalgeschützten Kiffe-Pavillon. Bis zum Umzug im August 2007 befand es sich im münsterschen Stadtteil Mecklenbeck an der Mecklenbecker Straße 229 in der Nähe des Übergangs der Bundesstraße 219 in die Autobahn A43. Das Gebäude der Stadtverwaltung für den Gerichtstag befindet sich an der Westmauer 10 in Ahlen.

## Übergeordnete Gerichte
Dem Arbeitsgericht Münster ist das Landesarbeitsgericht Hamm und im weiteren Rechtszug das Bundesarbeitsgericht übergeordnet.